# Giles Coke
Giles Christopher Coke, né le 3 juin 1986 à Westminster, est un footballeur anglais qui évolue au poste de milieu de terrain à Grimsby Town.

## Carrière
Giles Coke joue 32 matchs en première division écossaise lors de la saison 2009-2010 avec le club de Motherwell.
Le 5 mars 2015 il est prêté à Bolton.
Le 16 juillet 2018, il rejoint Oldham Athletic.
Le 12 février 2021, il rejoint Grimsby Town.